# 弗格罗勒-比利
弗格罗勒-比利（法語：Feuguerolles-Bully，法語發音：[føɡ(ə)ʁɔl byli] ⓘ）是法国卡尔瓦多斯省的一个市镇，属于卡昂区。

## 地理
弗格罗勒-比利（49°7'1"N, 0°24'26"W）面积8.18 平方千米，位于法国诺曼底大区卡爾瓦多斯省，该省份为法国西北部沿海省份，北濒大西洋英吉利海峡，东北与滨海塞纳省以海上边界相接，东临厄尔省，南至奧恩省，西与芒什省接壤。
与弗格罗勒-比利接壤的市镇（或旧市镇、城区）包括：奥恩河畔阿马耶、马尔托、奥恩河畔圣安德烈、维约、莱兹-克兰尚。

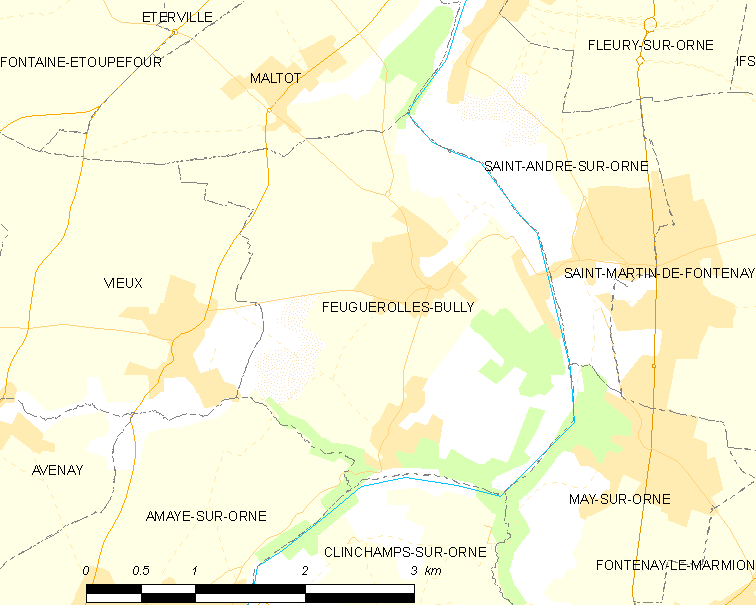
弗格罗勒-比利的OSM定位图

弗格罗勒-比利的时区为UTC+01:00、UTC+02:00（夏令时）。

## 行政
弗格罗勒-比利的邮政编码为14320，INSEE市镇编码为14266。

## 政治
弗格罗勒-比利所属的省级选区为埃夫勒西县。

## 人口

1962-2008年间弗格罗勒-比利人口变化图示

弗格罗勒-比利于2022年1月1日时的人口数量为1512人。